# Anchorage Island (Neuseeland)
Anchorage Island ist eine Insel vor der Südostküste von Stewart Island in Neuseeland.

## Geographie
Anchorage Island befindet sich zwischen dem South Arm und dem North Arm auf der südwestlichen bis nordöstlichen Seite und der Bucht Port Pegasus auf der südöstlichen Seite. Die Insel besitzt eine Größe von rund 1,4 km² und kommt in ihrem nordöstlichen Teil auf eine maximale Höhe von 144 m.
Im Südwesten von Anchorage Island befindet sich in einer Entfernung von rund 225 m Noble Island und im Nordosten Pearl Island rund einen Kilometer entfernt.
Anchorage Island ist Teil des Rakiura National Park.